# メタルスネイル組曲
『メタルスネイル組曲』作品80は、吉松隆が作曲したユーフォニアムとピアノのための室内楽作品。後に打楽器を加えた作品80aと、テノールサクソフォーンとピアノのための作品80bが発表されている。

## 概要
東京オペラシティ文化財団の委嘱で、ユーフォニアム奏者外囿祥一郎のために1999年から2000年にかけて作曲した。初演は同年2月29日に外囿祥一郎のユーフォニウム、白石光隆のピアノで行われた。表題のメタル・スネイルは、螺旋状になっているユーフォニアムの外観がカタツムリを髣髴とさせることから名付けられた。

## 解説
メタルスネイルが主役の、全7曲の架空のバレエ組曲という設定で書かれた。あらすじは、メタルスネイルが各地を旅する内にカタツムリとして成長するというものである。
- アレグロ・スパイラル
- バルカローレ
- スネイル・ブルース
- エクローグ・モノローグ
- ダーク・ベース
- ランダム・スネイル
- ファイナル・ブギ